# Indywidualne Mistrzostwa Świata w Long Tracku 1981
Indywidualne Mistrzostwa Świata na długim torze 1981

## Wyniki
- 20 września 1981 r. (niedziela),  Radgona

| Msc. | Zawodnik           | Kraj            | Pkt  |  |  |
| ---- | ------------------ | --------------- | ---- |  |  |
| 1    | Michael Lee        | Wielka Brytania | 23   |  |  |
| 2    | Christoph Betzl    | RFN             | 20   |  |  |
| 3    | Anders Michanek    | Szwecja         | 19+5 |  |  |
| 4    | Georg Gilgenreiner | RFN             | 19+4 |  |  |
| 5    | Egon Müller        | RFN             | 16   |  |  |
| 6    | Phil Collins       | Wielka Brytania | 14   |  |  |
| 7    | Josef Aigner       | RFN             | 13   |  |  |
| 8    | Hans Otto Pingel   | RFN             | 12   |  |  |
| 9    | Peter Collins      | Wielka Brytania | 10   |  |  |
| 10   | Ivan Mauger        | Nowa Zelandia   | 6    |  |  |
| 11   | Jiří Štancl        | Czechosłowacja  | 6    |  |  |
| 12   | Georg Hack         | RFN             | 5    |  |  |
| 13   | Karl Maier         | RFN             | 5    |  |  |
| 14   | Zdeněk Kudrna      | Czechosłowacja  | 4    |  |  |
| 15   | Stefan Kekec       | Jugosławia      | 3    |  |  |
| 16   | Alois Wiesböck     | RFN             | 1    |  |  |
| 17   | Vlado Kocuvan      | Jugosławia      | 1    |  |  |
| 18   | Wilhelm Duden      | RFN             | 0    |  |  |